# Bill Nighy
William Francis Nighy, detto Bill (IPA: /bɪl naɪ/; Caterham, 12 dicembre 1949), è un attore britannico.
È principalmente noto per aver interpretato Viktor nella serie cinematografica Underworld (2003-2009), Billy Mack in Love Actually - L'amore davvero (2003) e Davy Jones nella saga cinematografica Pirati dei Caraibi (2006-2007). È inoltre conosciuto per i suoi ruoli nelle pellicole Still Crazy (1998), L'alba dei morti dementi (2004), Diario di uno scandalo (2006), Hot Fuzz (2007), Operazione Valchiria (2008), Marigold Hotel (2012), Pokémon: Detective Pikachu (2019) e Living (2022).
Nel corso della sua carriera ha ricevuto una candidatura al Premio Oscar e si è aggiudicato un Golden Globe su quattro candidature, un British Academy Film Awards ed ha ottenuto una candidatura ai Tony Award ed ai Screen Actors Guild Award.

## Biografia
Di madre irlandese, Nighy è conosciuto soprattutto per aver interpretato Davy Jones, un antagonista della serie Pirati dei Caraibi. Ha inoltre partecipato ai primi tre film della saga horror-fantasy Underworld nei panni di Viktor, il crudele re dei vampiri, e al film Diario di uno scandalo. Ha prestato la sua voce per il film d'animazione della DreamWorks Giù per il tubo. Nel 2010 ha recitato nel film Harry Potter e i Doni della Morte - Parte 1 nel ruolo di Rufus Scrimgeour. Nel 2019 ottiene il ruolo del folle e spietato magnate Howard Clifford nel film live-action Pokémon: Detective Pikachu, diretto da Rob Letterman.
Nel 2020, appare nei panni di Mr Woodhouse, il padre di Emma, in Emma (2020) di Autumn de Wilde, al fianco di Anya Taylor-Joy. Il film riceve un plauso quasi universale. Il critico cinematografico di Variety Andrew Barker elogia l'interpretazione di Nighy, scrivendo che la decisione è stata una "incontestata messa a segno del casting". Nell'ottobre 2020, viene annunciato che Nighy veste il ruolo del protagonista in Living, adattamento del dramma giapponese Vivere di Akira Kurosawa del 1952, diretto da Oliver Hermanus e sceneggiato dal premio Nobel per la letteratura Kazuo Ishiguro. Le riprese iniziano nella primavera del 2021, principalmente a Londra e Worthing. Il film viene presentato in anteprima al Sundance nel gennaio 2022, dove la performance di Nighy riceve grandi elogi. Nella serie TV del 2022 L'uomo che cadde sulla Terra, Nighy interpreta Thomas Newton, il primo alieno ad arrivare sulla terra oltre 40 anni fa. Questo ruolo è stato originariamente interpretato da David Bowie nell'adattamento cinematografico del 1976. Nighy è anche il narratore dello show di Channel 5 The World's Most Scenic Railway Journeys, un programma che inizia la sua quinta stagione nell'autunno 2021, con episodi di viaggi in treno attraverso l'Australia ed i confini gallesi.

## Vita privata
È stato legato dal 1980 al 2008 all'attrice Diana Quick, da cui ha avuto una figlia, Mary (1984). Nighy è affetto da una grave forma del morbo di Dupuytren.

## Filmografia

### Attore

#### Cinema
- The Bitch, regia di Gerry O'Hara (1979) – non accreditato
- La cruna dell'ago (Eye of the Needle), regia di Richard Marquand (1981)
- Pantera Rosa - Il mistero Clouseau (Curse of the Pink Panther), regia di Blake Edwards (1983)
- La tamburina (The Little Drummer Girl), regia di George Roy Hill (1984)
- Il fantasma dell'opera (The Phantom of the Opera), regia di Dwight H. Little (1989)
- Mack the Knife, regia di Menahem Golan (1989)
- Le cinque vite di Hector (Being Human), regia di Bill Forsyth (1994)
- True Blue - Sfida sul Tamigi (True Blue), regia di Ferdinand Fairfax (1996)
- Indian Summer, regia di Nancy Meckler (1996)
- Favole (FairyTale: A True Story), regia di Charles Sturridge (1997)
- Still Crazy, regia di Brian Gibson (1998)
- Guest House Paradiso, regia di Adrian Edmondson (1999)
- The Magic of Vincent, regia di Charles Palmer – cortometraggio (2000)
- Blow Dry, regia di Paddy Breathnach (2001)
- Lawless Heart, regia di Tom Hunsinger e Neil Hunter (2001)
- Evasione fortunata (Lucky Break), regia di Peter Cattaneo (2001)
- AKA, regia di Duncan Roy (2002)
- Il profumo delle campanule (I Capture the Castle), regia di Tim Fywell (2003)
- Love Actually - L'amore davvero (Love Actually), regia di Richard Curtis (2003)
- Underworld, regia di Len Wiseman (2003)
- L'alba dei morti dementi (Shaun of the Dead), regia di Edgar Wright (2004)
- L'amore fatale (Enduring Love), regia di Roger Michell (2004)
- Guida galattica per autostoppisti (The Hitchhiker's Guide to the Galaxy), regia di Garth Jennings (2005)
- The Constant Gardener - La cospirazione (The Constant Gardener), regia di Fernando Meirelles (2005)
- Underworld: Evolution, regia di Len Wiseman (2006)
- Pirati dei Caraibi - La maledizione del forziere fantasma (Pirates of the Caribbean: Dead Man's Chest), regia di Gore Verbinski (2006)
- Alex Rider: Stormbreaker (Stormbreaker), regia di Geoffrey Sax (2006)
- Diario di uno scandalo (Notes on a Scandal), regia di Richard Eyre (2006)
- Hot Fuzz, regia di Edgar Wright (2007)
- Pirati dei Caraibi - Ai confini del mondo (Pirates of the Caribbean: At World's End), regia di Gore Verbinski (2007)
- Slapper, regia di Chiwetel Ejiofor – cortometraggio (2008)
- Operazione Valchiria (Valkyrie), regia di Bryan Singer (2008)
- Underworld - La ribellione dei Lycans (Underworld: Rise of the Lycans), regia di Patrick Tatopoulos (2009)
- I Love Radio Rock (The Boat That Rocked), regia di Richard Curtis (2009)
- G-Force - Superspie in missione (G-Force), regia di Hoyt Yeatman (2009)
- Glorious 39, regia di Stephen Poliakoff (2009)
- Wild Target, regia di Jonathan Lynn (2010)
- Harry Potter e i Doni della Morte - Parte 1 (Harry Potter and the Deathly Hallows: Part 1), regia di David Yates (2010)
- Chalet Girl, regia di Phil Traill (2011)
- Astonish Me, regia di Charles Sturridge – cortometraggio (2011)
- Marigold Hotel (The Best Exotic Marigold Hotel), regia di John Madden (2012)
- La furia dei titani (Wrath of the Titans), regia di Jonathan Liebesman (2012)
- Total Recall - Atto di forza (Total Recall), regia di Len Wiseman (2012)
- Il cacciatore di giganti (Jack the Giant Slayer), regia di Bryan Singer (2013)
- Questione di tempo (About Time), regia di Richard Curtis (2013)
- I, Frankenstein, regia di Stuart Beattie (2014)
- Pride, regia di Matthew Warchus (2014)
- Ritorno al Marigold Hotel (The Second Best Exotic Marigold Hotel), regia di John Madden (2015)
- L'esercito di papà (Dad's Army), regia di Oliver Parker (2016)
- L'ora più bella (Their Finest), regia di Lone Scherfig (2016)
- The Limehouse Golem - Mistero sul Tamigi (The Limehouse Golem), regia di Juan Carlos Medina (2016)
- La casa dei libri (The Bookshop), regia di Isabel Coixet (2017)
- Voglia di gentilezza (The Kindness of Strangers), regia di Lone Scherfig (2019)
- Pokémon: Detective Pikachu, regia di Rob Letterman (2019)
- Le cose che non ti ho detto (Hope Gap), regia di William Nicholson (2019)
- Emma., regia di Autumn de Wilde (2020)
- Il caso Minamata (Minamata), regia di Andrew Levitas (2020)
- Living, regia di Oliver Hermanus (2022)
- Omen - L'origine del presagio (The First Omen), regia di Arkasha Stevenson (2024)
- Gioco di ruolo (Role Play), regia di Thomas Vincent (2024)
- The Beautiful Game, regia di Thea Sharrock (2024)
- JOY - The Birth of IVF (Joy) , regia di Ben Taylor (2024)

#### Televisione
- Doppia sentenza (Softly Softly: Task Force) – serie TV, episodio 8x03 (1976)
- Play for Today – serie TV, episodi 9x08-10x13-12x12 (1978-1982)
- Premiere – serie TV, episodio 3x03 (1979)
- Fox – serie TV, episodi 1x04-1x05 (1980)
- Il piccolo lord (Little Lord Fauntleroy), regia di Jack Gold – film TV (1980)
- Agony – serie TV, 7 episodi (1980-1981)
- BBC2 Playhouse – serie TV, episodio 7x08 (1980)
- Minder – serie TV, episodio 3x04 (1982)
- Play for Tomorrow – serie TV, episodio 1x06 (1982)
- Jemima Shore Investigates – serie TV, episodio 1x07 (1983)
- Reilly: Ace of Spies – miniserie TV, episodio 1x03 (1983)
- Crown Court – serie TV, episodio 13x07 (1984)
- La corsa al Polo (The Last Place on Earth) – miniserie TV, 4 puntate (1985)
- Hitler's S.S.: Portrait in Evil, regia di Jim Goddard – film TV (1985)
- Agatha Christie: 13 a tavola (Thirteen at Dinner), regia di Lou Antonio – film TV (1985)
- Storyboard – serie TV, episodio 4x01 (1989)
- Making News – serie TV, 6 episodi (1990)
- Screenplay – serie TV, episodio 5x02 (1990)
- Absolute Hell, regia di Anthony Page – film TV (1991)
- The Men's Room – miniserie TV, 5 episodi (1991)
- Boon – serie TV, episodio 6x08 (1991)
- Un asso nella manica (Bergerac) – serie TV, episodio 9x11 (1991)
- A Masculine Ending, regia di Antonia Bird – film TV (1992)
- Chillers – serie TV, episodio 1x01 (1992)
- Eye of the Storm – miniserie TV (1993)
- Unnatural Causes, regia di John Davies – film TV (1993)
- Peak Practice – serie TV, episodio 1x03 (1993)
- Don't Leave Me This Way, regia di Stuart Orme – film TV (1993)
- Performance – serie TV (1993)
- Wycliffe – serie TV, episodio 1x01 (1994)
- Insiders – serie TV, episodio 1x01 (1997)
- Kavanagh QC – serie TV, episodio 3x03 (1997)
- People Like Us – serie TV, episodio 1x05 (1999)
- Longitude, regia di Charles Sturridge – film TV (2000)
- Kiss Me Kate – serie TV, episodi 2x04-3x06-3x08 (1999-2000)
- The Inspector Lynley Mysteries – serie TV, episodio 1x02 (2002)
- Auf Wiedersehen, Pet – serie TV, 6 episodi (2002)
- Ready When You Are Mr. McGill, regia di Paul Seed – film TV (2003)
- The Lost Prince, regia di Stephen Poliakoff – film TV (2003)
- State of Play – miniserie TV, 6 episodi (2003)
- Canterbury Tales – miniserie TV, episodio 1x02 (2003)
- The Young Visiters, regia di David Yates – film TV (2003)
- Life Beyond the Box: Norman Stanley Fletcher, regia di Kim Flitcroft – film TV (2003)
- He Knew He Was Right – miniserie TV, episodi 1x01-1x02-1x03 (2004)
- La ragazza nel caffè (The Girl in the Café), regia di David Yates – film TV (2005)
- Gideon's Daughter, regia di Stephen Poliakoff – film TV (2005)
- Horizon – programma TV, 43x05 (2006)
- 10 Minute Tales – serie TV, episodio 1x05 (2009)
- Doctor Who – serie TV, episodio 5x10 (2010) – non accreditato
- Page Eight, regia di David Hare – film TV (2011)
- Turks & Caicos, regia di David Hare – film TV (2014)
- In guerra tutto è concesso (Salting the Battlefield), regia di David Hare – film TV (2011)
- Le due verità (Ordeal by Innocence) – miniserie TV, 3 puntate (2018)
- L'uomo che cadde sulla Terra (The Man Who Fell to Earth) – serie TV, 9 episodi (2022)

### Doppiatore
- Testament: The Bible in Animation – serie TV, episodio 1x08 (1996)
- The Canterbury Tales – serie TV, episodi 1x01-2x01 (1998-2000)
- Animated Tales of the World – serie TV (2000)
- Pokémon – serie TV, episodio 6x37 (2004)
- The Magic Roundabout, regia di Dave Borthwick, Jean Duval e Frank Passingham (2005)
- Giù per il tubo (Flushed Away), regia di David Bowers e Sam Fell (2006)
- Kis Vuk, regia di György Gát e János Uzsák (2008)
- Astro Boy, regia di David Bowers (2009)
- The RRF in New Recruit, regia di David Bowers – cortometraggio (2010)
- Rango, regia di Gore Verbinski (2011)
- The Man with the Stolen Heart, regia di Charlotte Boulay-Goldsmith – cortometraggio (2011)
- Il figlio di Babbo Natale (Arthur Christmas), regia di Sarah Smith e Barry Cook (2011)
- La fine del mondo (The World's End), regia di Edgar Wright (2013)
- Disney Infinity – videogioco (2013)
- The Elder Scrolls Online – videogioco (2014)
- Destiny – videogioco (2014)
- Disney Infinity 3.0 – videogioco (2015)
- Il viaggio di Norm (Norm of the North), regia di Trevor Wall (2016)
- Destiny 2 – videogioco (2017)
- Castlevania – serie TV, 10 episodi (2020)
- Il robot selvaggio (The Wild Robot), regia di Chris Sanders (2024)
- That Christmas, regia di Simon Otto (2024)

## Teatro (parziale)
- Il treno del latte non ferma più qui di Tennessee Williams. Gateway Theatre di Chester (1971)
- Entertaining Mr Sloane di Joe Orton. Gateway Theatre di Chester (1971)
- Rosencrantz e Guildenstern sono morti di Tom Stoppard. Arts Theatre di Cambridge (1971)
- The Immoralist da André Gide. Hampstead Theatre di Londra (1971)
- Re Lear, di William Shakespeare, regia di David Hare. National Theatre di Londra (1986)
- Tradimenti, di Harold Pinter, regia di David Leveaux. Almeida Theatre di Londra (1990)
- Arcadia, di Tom Stoppard, regia di Trevor Nunn. National Theatre di Londra (1993)
- Il gabbiano, di Anton Čechov, regia di John Caird. National Theatre di Londra (1994)
- Skylight, di David Hare, regia di Richard Eyre. Vaudeville Theatre di Londra (1997)
- Blue/Orange, di Joe Penhall, regia di Roger Michell. National Theatre di Londra (2000)
- The Vertical Hour, di David Hare, regia di Sam Mendes. Music Box Theatre di Broadway (2006)
- Skylight, di David Hare, regia di Stephen Daldry. Wyndham's Theatre di Londra e John Golden Theatre di Broadway (2014)

## Riconoscimenti
- Premio Oscar
  - 2023 - Candidatura al miglior attore per Living
- Golden Globe[10]
  - 2006 - Candidatura al miglior attore in una mini-serie o film per la televisione per La ragazza nel caffè
  - 2007 - Miglior attore in una mini-serie o film per la televisione per Gideon's Daughter
  - 2012 - Candidatura al miglior attore in una mini-serie o film per la televisione per Page Eight
  - 2023 - Candidatura al miglior attore in un film drammatico per Living
- BAFTA
  - 2004 – Miglior attore non protagonista in Love Actually - L'amore davvero
  - 2023 - Candidatura al miglior attore protagonista per Living
- British Academy Television Awards
  - 2004 – Miglior attore per State of Play
  - 2012 - Candidatura al miglior film TV drammatico per Page Eight
- Screen Actors Guild Award
  - 2013 – Candidatura per il miglior cast cinematografico per Marigold Hotel
  - 2023 - Candidatura al miglior attore cinematografico per Living
- Tony Award
  - 2015 – Candidatura per il miglior attore in un'opera teatrale per Skylight

## Doppiatori italiani
Nelle versioni in italiano delle opere in cui ha recitato, Bill Nighy è stato doppiato da:
- Gianni Giuliano in State of Play, Guida galattica per autostoppisti, Pirati dei Caraibi - La maledizione del forziere fantasma, Pirati dei Caraibi - Ai confini del mondo, Operazione Valchiria, I Love Radio Rock, G-Force - Superspie in missione, Page Eight, Total Recall - Atto di forza, Questione di tempo, Turks & Caicos, In guerra tutto è concesso, L'esercito di papà, The Limehouse Golem - Mistero sul Tamigi, La casa dei libri, Pokémon: Detective Pikachu, Le cose che non ti ho detto, Emma., Living, L'uomo che cadde sulla Terra, Gioco di ruolo, The Beautiful Game, JOY - The Birth of IVF
- Luca Biagini in Favole, Still Crazy, Il profumo delle campanule, The Constant Gardener - La cospirazione, Marigold Hotel, Ritorno al Marigold Hotel, Omen - L'origine del presagio
- Oliviero Dinelli ne Il fantasma dell'opera, Hot Fuzz, Doctor Who, Chalet Girl, Il caso Minamata
- Mino Caprio in Blow Dry, Love Actually - L'amore davvero, L'ora più bella
- Michele Gammino in Underworld, Underworld: Evolution, Underworld - La ribellione dei Lycans
- Ennio Coltorti in Alex Rider: Stormbreaker, Harry Potter e i Doni della Morte - Parte 1
- Carlo Cosolo ne La tamburina
- Roberto Del Giudice in Agatha Christie: 13 a tavola
- Luciano Roffi in Evasione fortunata
- Enzo Avolio ne L'amore fatale
- Gino La Monica in Diario di uno scandalo
- Gaetano Lizzio in Wild Target
- Ugo Maria Morosi ne La furia dei titani
- Mario Cordova in I, Frankenstein
- Pietro Biondi in Pride
- Stefano De Sando ne Le due verità

Da doppiatore è sostituito da:
- Gianni Giuliano in Rango, Disney Infinity, Il robot selvaggio
- Giorgio Lopez in Astro Boy, Il figlio di Babbo Natale
- Oliviero Dinelli ne Il viaggio di Norm, That Christmas
- Luca Biagini in Giù per il tubo
- Davide Garbolino in Casa Meerkat
- Paolo Buglioni ne Il cacciatore di giganti
- Sandro Acerbo ne La fine del mondo
- Claudio Ridolfo in Castelvania